# Silvestre Revueltas
Silvestre Revueltas Sánchez (Santiago Papasquiaro, Durango, 31 de dezembro de 1899 – Cidade do México, 5 de outubro de 1940) foi um compositor mexicano modernista de música sinfónica.

## Vida
Revueltas nasceu em Santiago Papasquiaro, em Durango, e estudou no Conservatório Nacional da Cidade do México, na Universidade de St. Edward, em Austin, Texas, e na Faculdade de Música de Chicago. Deu recitais de violino e em 1929 foi convidado por Carlos Chávez para se tornar maestro assistente da Orquestra Sinfônica Nacional do México, cargo que ocupou até 1935. Ele e Chávez fizeram muito para promover a música mexicana contemporânea. Foi nessa época que Revueltas começou a compor a sério.
Ele fazia parte de uma família de artistas, alguns dos quais também eram famosos e reconhecidos no México.
Em 1937, Revueltas foi para a Espanha durante a Guerra Civil Espanhola, como parte de uma turnê organizada pela organização de esquerda Liga de Escritores y Artistas Revolucionarios (LEAR); Após a vitória de Francisco Franco, ele retornou ao México. Ganhava pouco e caiu na pobreza e no alcoolismo. Morreu na Cidade do México de pneumonia (complicada pelo alcoolismo), aos 40 anos, em 5 de outubro de 1940, dia em que estreou seu balé El renacuajo paseador, escrito quatro anos antes. Seus restos mortais estão guardados na Rotonda de los Hombres Ilustres, na Cidade do México.

## Obras
Revueltas escreveu música para cinema, música de câmara, canções e uma série de outras obras. Sua obra mais conhecida é o arranjo de 1960 de José Yves Limantour extraído da trilha sonora de Revueltas para o filme La noche de los mayas de 1939, embora algumas opiniões divergentes sustentem que a obra orquestral Sensemayá é mais conhecida.  Em todo caso, é Sensemayá que é considerado a obra-prima de Revueltas.
Ele apareceu brevemente como pianista de bar no filme ¡Vámonos con Pancho Villa! (Let's Go with Pancho Villa, México, 1935), para o qual compôs a música. Quando começa o tiroteio no bar enquanto ele toca " La Cucaracha", ele segura uma placa com os dizeres "Se suplica no tirarle al pianista" ("Por favor, não atire no pianista").

## Música

### Trabalhos de câmara
- El afilador, 1924
- Batik, 1926
- Four Little Pieces para dois violinos e violoncelo, 1929
- Quarteto de cordas No. 1, 1930
- Quarteto de cordas No. 2, 1931
- Quarteto de cordas No. 3, 1931
- Quarteto de cordas No. 4, Música de feria, 1932
- Tres piezas, for violin and piano, 1932
- Tres pequeñas piezas serias, para quinteto de sopros mistos, 1932–33
- Ocho x radio, 1933
- Planos, 1934
- Homenaje a Federico García Lorca, 1936
- Éste era un rey 1940
- First Little Serious Piece, para conjunto de câmara, 1940
- Second Little Serious Piece, para conjunto de câmara, 1940

### Obras orquestrais
- Pieza para orquesta, 1929
- Cuauhnáhuac, para orquestra de cordas, 1931; revisado para orquestra completa, 1931; revisado novamente para orquestra completa 1932
- Esquinas, 1931 (rev. 1933)
- Ventanas, 1931
- Alcancías, 1932
- Colorines, para orquestra de câmara, 1932
- Janitzio, 1933 (rev. 1936)
- Toccata (sin fuga), para violino e orquestra de câmara 1933
- Troka, 1933
- Caminos, 1934
- Danza geométrica (versão orquestral de Planos), 1934
- Sensemayá, 1938
- Itinerarios, 1938
- Música para charlar, 1938 (da trilha sonora de Ferrocarriles de Baja California)

### Balés
- El renacuajo paseador, 1936
- La coronela, 1939 (inacabada; org. de Moncayo, arr. de Limantour; também completada por Blas Galindo e Candelario Huízar, perdida)

### Trilhas sonoras
- Redes, 1935
- ¡Vámonos con Pancho Villa!, 1936
- El indio, 1938
- Ferrocarriles de Baja California, 1938
  - seleções retrabalhadas como Música para charlar
- Bajo el signo de la muerte, 1939
- La noche de los mayas (Night of the Mayas), 1939
- Los de abajo, 1940
- ¡Que viene mi marido!, 1940

### Músicas
- Duo para pato y canario, voz e orquestra de câmara, 1931
- "Ranas" (Frogs) e "El tecolote" (A Coruja), voz e piano, 1931
- Caminando, 1937
- "Canto a una muchacha negra" (etra: Langston Hughes), voz e piano 1938
- Cinco canciones para niños y dos canciones profanas, 1938–1939

### Piano
- Adagio
- Tragedia en forma de rábano (no es plagio)
- Allegro
- Canción (uma passagem usada também em Cuauhnáhuac)